# IT-outsourcing
IT-outsourcing is een vorm van outsourcing waarbij IT-activiteiten van een bedrijf worden uitbesteed aan een ander bedrijf.

## Voordelen van IT-outsourcing
IT-outsourcing heeft een aantal voordelen die voor bedrijven de redenen vormen om hieraan te beginnen.
Ten eerste levert het schaalvoordelen op omdat het bedrijf dat ingehuurd wordt specialist is op dit gebied. Zij kunnen voor meerdere bedrijven tegelijkertijd werken.
Omdat projecten een hoog risico hebben is outsourcing een manier om riscospreiding toe te passen doordat nu meerdere bedrijven de risico's delen. Ook hoeven er minder kapitaalinvesteringen te worden gedaan. Het bedrijf kan zich richten op de kerncompetenties en heeft meer flexibiliteit. Omdat IT snel veroudert is het van belang om hier snel van af te kunnen als de activiteiten overbodig worden.

## Risico's van IT-outsourcing
Veel bedrijven verkijken zich op de financiële voordelen van outsourcing (Rottman, Lacity 2006). Er zijn echter ook grote risico's waar rekening mee gehouden moet worden. Voor bedrijven waar IT een belangrijke manier is om concurrentievoordeel mee te behalen, is het risico groot dat men deze belangrijke kennis kwijt raakt aan de andere partij. Deze kan hier vervolgens misbruik van maken.
Een tweede reden voor het mislukken van veel projecten op het gebied van IT-outsourcing zijn conflicterende doelstellingen tussen de betrokken bedrijven. Duidelijke afspraken en het onderhouden van een goede relatie met de partner zijn essentieel om dit te voorkomen en het project te laten slagen.

## Stappenplan voor de benadering van IT-outsourcing
Om IT-outsourcing goed te laten verlopen moeten de volgende stappen worden doorlopen:
1. De ontwerpfase, hierin wordt men bewust van de problemen, knelpunten en specifieke omstandigheden van het bedrijf. Het meest belangrijk is om goed te doordenken hoe IT-Outsourcing de strategie kan versterken[4] en de risico's af te dekken.
2. Wanneer het ontwerp af is, wordt bepaald met wie en hoe de outsourcing kan plaatsvinden.
3. Vervolgens moeten er operationele beslissingen worden genomen en het proces permanent gemanaged worden.
4. In de laatste fase wordt het proces heroverwogen en analyseert men de resultaten[5].